# Мілукі (Щиценський повіт)
Мілукі (пол. Miłuki, нім. Milucken) — село в Польщі, у гміні Пасим Щиценського повіту Вармінсько-Мазурського воєводства.
Населення — 25 осіб (2011).

## Демографія
Демографічна структура станом на 31 березня 2011 року:
|          | Загалом | Допрацездатний вік | Працездатний вік | Постпрацездатний вік |
| -------- | ------- | ------------------ | ---------------- | -------------------- |
| Чоловіки | 13      | 3                  | 8                | 2                    |
| Жінки    | 12      | 0                  | 12               | 0                    |
| Разом    | 25      | 3                  | 20               | 2                    |